# Sputnik V
Sputnik V (russisk: Спутник V, mærkevarenavn fra RDIF (en) eller Gam-COVID-Vac (russisk: Гам-КОВИД-Вак, navnet som den officielt er registreret og produceret under) er en adenovirus viral-vektor vaccine (en) til COVID-19 udviklet af Gamaleya Research Institute of Epidemiology and Microbiology i Rusland. Det er verdens første registrerede kombinationsvektorvaccine til forebyggelse af COVID-19, registreret 11. august 2020 af det russiske sundhedsministerium.
Gam-COVID-Vac blev først godkendt til distribution i Rusland og derefter i 59 andre lande (pr. april 2021) på grundlag af de foreløbige resultater af fase I – II studier, der senere blev offentliggjort 4. september 2020. Godkendelsen i begyndelsen af august blev mødt med kritik i massemedier og diskussioner i det videnskabelige samfund om, hvorvidt godkendelse var berettiget i mangel af robust videnskabelig forskning, der bekræftede sikkerhed og effektivitet En stort brasiliansk studie fra december 2020 til maj 2021 bekræftede dens effektivitet og sikkerhed som Oxford–AstraZenecas, dvs. over Sinopharm BIBPs.
Nødmassedistribution af vaccinen begyndte i december 2020 i Rusland, Argentina, Hviderusland, Ungarn, Serbien, Pakistan (i begrænsede mængder), Filippinerne (i begrænsede mængder) og Forenede Arabiske Emirater. Sputnik V er registreret og certificeret i 71 lande. Men per april 2022 er mindre end 2,5 % af de mennesker, der er vaccineret på verdensplan, vaccineret med Sputnik V. Som følge af den russiske invasion af Ukraine i 2022 placerede USA og andre lande i begyndelsen af 2022 RDIF på listen over sanktionerede russiske enheder og personer, hvilket reducerede Sputnik V's fremtidige kommercielle udsigter betydeligt.
Selve Gam-COVID-Vac-vaccinen fås i to former: frossen (vaccineopbevaring under -18 °C) og flydende (vaccineopbevaring fra +2 til +8 °C, mindre produceret).